# بی‌پیریدین
بی‌پیریدین‌ها که با نام‌های بی‌پیریدیل، دی‌پیریدیل و دی‌پیریدین نیز شناخته می‌شوند، خانواده ای از ترکیبات شیمیایی با فرمول (C۵H۴N)۲ هستند که از دو حلقه پیریدیل (C۵H۴N) تشکیل شده‌است. پیریدین یک هتروسیکل آروماتیک حاوی نیتروژن است. بی‌پیریدین‌ها در ساختار آفت‌کش‌ها اهمیت دارند.

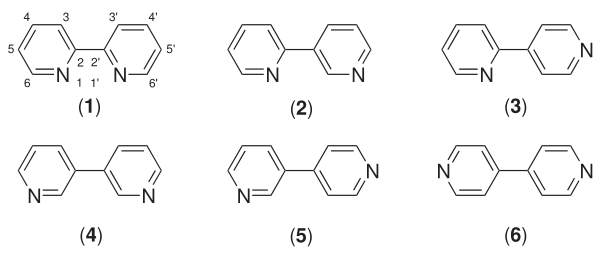
شش ایزومر احتمالی بی‌پیریدین: (۱) ۲٬۲′-بی‌پیریدین. (۲) ۲٬۳′-بی‌پیریدین؛ (۳) ۲٬۴′-بی‌پیریدین؛ (۴) ۳٬۳-بی‌پیریدین؛ (۵) ۳٬۴′بی‌پیریدین؛ (۶) ۴٬۴′-بی‌پیریدین

شش ایزومر برای بی‌پیریدین وجود دارد، اما دو مورد از آن‌ها برجسته‌تر هستند: ۲٬۲′-بی‌پیریدین که یک لیگاند متداول است و ۴٬۴'-بی‌پیریدین که پیش‌ساز پاراکوات است. پاراکوات یک علف‌کش تجاریست. بی‌پیریدین‌ها همه جامدات بی‌رنگ هستند که در حلال‌های آلی محلول بوده و کمی در آب حل می‌شوند.